# Kinpachi
Albums de Shiritsu Ebisu Chūgaku
Chūnin
(24 juillet 2013)
EPs par Shiritsu Ebisu Chūgaku
EbiChū no Unit Album Seinenkan-ban
(31 mars 2013)
Singles
1. Mikakunin Chūgakusei X
Sortie : 20 novembre 2013
2. Butterfly Effect
Sortie : 4 juin 2014
3. Haitateki!
Sortie : 5 novembre 2014

Kinpachi (金八) est le deuxième album studio du groupe féminin japonais Shiritsu Ebisu Chūgaku sorti en 2015.

## Détails de l'album
Il sort le 28 janvier 2015 sur le label DefSTAR Records au Japon (sous-label de Sony Music Entertainment Japan),, presque deux ans après le précédent album complet Chūnin. Une version numérique de l’album avait été mis en vente sur iTunes Store, Mora et Recochoku, quelques jours avant sa sortie physique, le 21 janvier 2015. De manière physique, il est vendu en plusieurs en deux éditions et des couvertures différentes : une régulière (contenant un CD seulement) et une limitée (contenant un CD et un DVD Blu-ray en supplément).
Le blu-ray de l’édition limitée inclut une vidéo live du concert du groupe intitulé Ebimani Vol.1 ~Gyakushū no Hosare-kyoku~ qui s’est tenu au Maihama Amphiteater le 19 octobre 2014. L'édition limitée et les premières ventes de l'édition régulière comprendront une carte de négociation comme bonus.
Le CD contient au total 16 titres dont trois interludes (prologue, interlude et epilogue), les trois derniers singles du groupe sortis auparavant : Mikakunin Chūgakusei X (accompagnée de sa face B U.B.U ; cependant ré-enregistrée tout comme sa face B sous d'autres versions pour l'album), Butterfly Effect (la chanson ré-enregistrée pour l'album ; accompagnée de sa face B Shiawase no Harigami wa Itsumo Senaka ni en version originale), Haitateki! et dix nouvelles chansons dont les deux faces B des singles Mikakunin Chūgakusei X et Butterfly Effect. Plusieurs chansons inédites sont écrites et composées par différents artistes dont : la chanson Kinpachi DANCE MUSIC a été écrite et composée par Kenichi Maeyamada (qui a auparavant travaillé pour d'autres groupes d’idoles tels que : son groupe sœur Momoiro Clover Z, AKB48 et Dempagumi.inc) ; la chanson Teburadesuki ~Seishun Liberty~ a été écrite par la chanteuse et compositrice Tamurapan (Ayumi Tamura), et la chanson Playback est réalisée par Jazzin’ Park.
Cet album est le premier : avec les nouveaux membres Kaho Kobayashi et Riko Nakayama (intégrées en avril 2014) ; ainsi que sans les membres Mizuki, Natsu Anno et Hirono Suzuki (diplômées le 15 avril 2014) qui ont participé au singles Mikakunin Chūgakusei X et sa chanson face B U.B.U. (sous leurs versions originales ; ce qui pourrait expliquer la décision des producteurs du groupe de ré-enregistrer les chansons avec la nouvelle formation du groupe après le départ de ces membres) et ne sont donc pas crédités sur l'album.

## Membres
- Rika Mayama (真山りか?)
- Ayaka Yasumoto (安本彩花?)
- Aika Hirota (廣田あいか?)
- Mirei Hoshina (星名美怜?)
- Rina Matsuno (松野莉奈?)
- Hinata Kashiwagi (柏木ひなた?)
- Kaho Kobayashi (小林歌穂?) (premier album)
- Riko Nakayama (中山莉子?) (premier album)

## Liste des titres
| 1.  | Shiritsu Ebisu Chūgaku no Nichijou (Prologue) : Jijō no Jijō (私立恵比寿中学の日常（Prologue）：二乗の事情)  | interlude (prologue)      |  |
| 2.  | Kinpachi Dance Music (金八DANCE MUSIC)                                                                       |                           |  |
| 3.  | Mikakunin Chūgakusei X (Kinpachi ver.) (未確認中学生X（金八ver.）)                                           | 5e single major           |  |
| 4.  | Teburadesuki ~Seishun Liberty~ (テブラデスキー～青春リバティ～)                                              |                           |  |
| 5.  | King of Gakugeikai no Theme ~Nu Skool Teenage Riot~ (キングオブ学芸会のテーマ～Nu Skool Teenage Riot～)      |                           |  |
| 6.  | Shiritsu Ebisu Chūgaku no Nichijou (Interlude) : Hayaben Rap (私立恵比寿中学の日常（Interlude）：早弁ラップ) | interlude                 |  |
| 7.  | Butterfly Effect (バタフライエフェクト)                                                                      | 6e single major           |  |
| 8.  | Chichinpui (ちちんぷい)                                                                                      |                           |  |
| 9.  | U.B.U. (Kinpachi ver.) (U.B.U.（金八ver.）)                                                                  | face B du 5e single major |  |
| 10. | Fuyu Koi (フユコイ)                                                                                          |                           |  |
| 11. | PLAYBACK |                           |  |
| 12. | Shiawase no Harigami wa Itsumo Senaka ni (幸せの貼り紙はいつも背中に)                                        | face B du 6e single major |  |
| 13. | Haitateki! (ハイタテキ！)                                                                                    | 7e single major           |  |
| 14. | Tairyō Ebisu Bushi (大漁恵比寿節)                                                                            |                           |  |
| 15. | Kaimono Shiyō to Machida e (買い物しようと町田へ)                                                            |                           |  |
| 16. | Shiritsu Ebisu Chūgaku no Nichijou (Epilogue) (私立恵比寿中学の日常（Epilogue）)                             | interlude (épilogue)      |  |

- LIVE FOOTAGE from Ebimani Vol.1 ~Gyakushū no Hosare-kyoku~ at Maihama Amphiteater (LIVE FOOTAGE from「エビマニVol.1～逆襲の干され曲～」＠舞浜アンフィシアター?)

| 1.  | ebiture                                           |  |
| 2.  | Diving (ダイビング)                               |  |
| 3.  | Kekka Alright (結果オーライ)                      |  |
| 4.  | Utae! Odore! Ebi Dada! (歌え！踊れ！エビーダダ！) |  |
| 5.  | Pakuchi (パクチー)                                |  |
| 6.  | Another Day                                       |  |
| 7.  | Daisuki Da yo (大好きだよ)                        |  |
| 8.  | Shin Seishun Sono Mono (新・青春そのもの)         |  |
| 9.  | Yakusoku (約束)                                   |  |
| 10. | Mata Ashita (また明日)                            |  |